# Anglo-Scottish Cup 1977/78
De Anglo-Scottish Cup 1977/78 was de derde editie van deze Britse voetbalcompetitie (exclusief de vijf edities van voorloper Texaco Cup). Nadat de vorige twee finales tussen Engelse ploegen waren gegaan, was St. Mirren dit seizoen de eerste Schotse ploeg die de finale van de Anglo-Scottish Cup bereikte. Daarin verloren zij echter van Bristol City. Titelverdeder Nottingham Forest nam niet deel aan het toernooi.

## Deelnemers
Aan de derde editie van de Anglo-Scottish Cup deden 24 clubs mee die zich niet hadden gekwalificeerd voor Europees voetbal. Net als vorig seizoen waren er zestien ploegen uit Engeland en acht uit Schotland. De Engelse deelnemers speelden een groepsfase waarvan de winnaars zich plaatsten voor de kwartfinales. De Schotse clubs speelden een onderlinge voorronde, waarvan de vier winnaars ook doorgingen naar de kwartfinales.
Zestien ploegen hadden ook aan de vorige editie van het toernooi meegedaan, waarvan er tien al voor de derde keer op rij deelnamen. Acht ploegen (Birmingham City FC, Oldham Athletic AFC, Bristol Rovers FC, Plymouth Argyle FC, Alloa Athletic FC, Hibernian FC, St. Mirren FC en Stirling Albion FC) debuteerden in de Anglo-Scottish Cup, hoewel de eerste twee daarvan in het verleden wel hadden meegedaan aan de Texaco Cup.
Van de acht ploegen die niet terugkeerden na vorige editie hadden er drie zich geplaatst voor Europees voetbal dit seizoen. Twee ploegen waren te laag geëindigd in de nationale competitie om mee te mogen doen en de overige drie ploegen hadden geen interesse in deelname.
| Land                         | Deelnemer           | Kwalificatie                   |
| ---------------------------- | ------------------- | ------------------------------ |
| Engeland (FA) 16 deelnemers  | Birmingham City FC  | Nummer 13                      |
| Engeland (FA) 16 deelnemers  | Norwich City FC     | Nummer 16                      |
| Engeland (FA) 16 deelnemers  | Bristol City FC     | Nummer 18                      |
| Engeland (FA) 16 deelnemers  | Chelsea FC          | Nummer 2 Second Division       |
| Engeland (FA) 16 deelnemers  | Bolton Wanderers FC | Nummer 4 Second Division (2D)  |
| Engeland (FA) 16 deelnemers  | Blackpool FC        | Nummer 5 Second Division (2D)  |
| Engeland (FA) 16 deelnemers  | Notts County FC     | Nummer 8 Second Division (2D)  |
| Engeland (FA) 16 deelnemers  | Sheffield United FC | Nummer 11 Second Division (2D) |
| Engeland (FA) 16 deelnemers  | Blackburn Rovers FC | Nummer 12 Second Division (2D) |
| Engeland (FA) 16 deelnemers  | Oldham Athletic AFC | Nummer 13 Second Division (2D) |
| Engeland (FA) 16 deelnemers  | Hull City AFC       | Nummer 14 Second Division (2D) |
| Engeland (FA) 16 deelnemers  | Bristol Rovers FC   | Nummer 15 Second Division (2D) |
| Engeland (FA) 16 deelnemers  | Burnley FC          | Nummer 16 Second Division (2D) |
| Engeland (FA) 16 deelnemers  | Fulham FC           | Nummer 17 Second Division (2D) |
| Engeland (FA) 16 deelnemers  | Orient FC           | Nummer 19 Second Division (2D) |
| Engeland (FA) 16 deelnemers  | Plymouth Argyle FC  | Nummer 21 Second Division (3D) |
| Schotland (SFA) 8 deelnemers | Partick Thistle FC  | Nummer 5                       |
| Schotland (SFA) 8 deelnemers | Hibernian FC        | Nummer 6                       |
| Schotland (SFA) 8 deelnemers | Motherwell FC       | Nummer 7                       |
| Schotland (SFA) 8 deelnemers | Ayr United FC       | Nummer 8                       |
| Schotland (SFA) 8 deelnemers | St. Mirren FC       | Kampioen First Division        |
| Schotland (SFA) 8 deelnemers | Clydebank FC        | Nummer 2 First Division        |
| Schotland (SFA) 8 deelnemers | Stirling Albion FC  | Kampioen Second Division (2D)  |
| Schotland (SFA) 8 deelnemers | Alloa Athletic FC   | Nummer 2 Second Division (2D)  |

## Toernooi-opzet
De zestien Engelse clubs begonnen het toernooi met een groepsfase. De ploegen werden op regionale basis verdeeld in vier groepen van vier clubs en speelden daarin een halve competitie. Een ploeg kreeg 2 punten voor een zege, 1 punt voor een gelijkspel en 0 punten voor een nederlaag. Verder werd er 1 bonuspunt uitgereikt aan een ploeg als zij minimaal drie keer scoorden in een wedstrijd. De groepswinnaar ging door naar de knock-outfase; bij gelijke stand werd gekeken naar het doelsaldo.
De acht Schotse clubs speelden eerst een duel met een tegenstander uit eigen land, bestaande uit een thuis- en een uitduel. De winnaars van die ontmoetingen plaatsten zich voor de volgende ronde.
De vier Engelse groepswinnaars en de vier resterende Schotse deelnemers speelden vervolgens een knock-outtoernooi. In de kwartfinales trof elke Engelse ploeg een Schotse tegenstander. Elke ronde (ook de finale) bestond uit een thuis- en een uitduel. Het team dat de meeste doelpunten maakte plaatste zich voor de volgende ronde. Bij een gelijke stand werd er verlengd en, indien nodig, strafschoppen genomen.

### Groepsfase
De groepsfase vond plaats tussen 30 juli en 13 augustus 1977. De groepswinnaars plaatsten zich voor de kwartfinale.

#### Groep A
De ploegen in Groep A waren afkomstig uit het historische graafschap Lancashire. Ze waren alle vier actief in de Second Division. Deze vier ploegen hadden een jaar eerder ook meegedaan aan de Anglo-Scottish Cup en zaten toen ook bij elkaar in de groep. Toen kwam Bolton Wanderers als sterkste bovendrijven. Dit jaar veroverde Blackburn Rovers de groepswinst en bijbehorende kwalificatie voor de volgende ronde.
| Datum       | Team             | Score | Team             |
| ----------- | ---------------- | ----- | ---------------- |
| 2 augustus  | Burnley          | 2 - 1 | Blackburn Rovers |
| 6 augustus  | Blackburn Rovers | 3 - 1 | Blackpool        |
| 6 augustus  | Bolton Wanderers | 1 - 0 | Burnley          |
| 9 augustus  | Burnley          | 0 - 4 | Blackpool        |
| 10 augustus | Blackburn Rovers | 2 - 0 | Bolton Wanderers |
| 13 augustus | Blackpool        | 0 - 1 | Bolton Wanderers |

| Nr. | Club                | Wedstrijden | Wedstrijden | Wedstrijden | Wedstrijden | Doelpunten | Doelpunten | Doelpunten | BP | Punten |
| --- | ------------------- | ----------- | ----------- | ----------- | ----------- | ---------- | ---------- | ---------- | -- | ------ |
| Nr. | Club                | G           | W           | G           | V           | V          | T          | Saldo      | BP | Punten |
| 1   | Blackburn Rovers FC | 3           | 2           | 0           | 1           | 6          | 3          | +3         | 1  | 5      |
| 2   | Bolton Wanderers FC | 3           | 2           | 0           | 1           | 2          | 2          | 0          |    | 4      |
| 3   | Blackpool FC        | 3           | 1           | 0           | 2           | 5          | 4          | +1         | 1  | 3      |
| 4   | Burnley FC          | 3           | 1           | 0           | 2           | 2          | 6          | −4         |    | 2      |

#### Groep B
De ploegen in Groep B waren afkomstig uit de West Midlands en het zuidwesten. Bristol City en Birmingham City speelden in de First Division, Bristol Rovers in de Second Division en Plymouth Argyle speelde na degradatie vorig seizoen in de Third Division.
| Datum       | Team            | Score | Team            |
| ----------- | --------------- | ----- | --------------- |
| 30 juli     | Bristol Rovers  | 0 - 1 | Plymouth Argyle |
| 6 augustus  | Bristol City    | 3 - 1 | Bristol Rovers  |
| 6 augustus  | Plymouth Argyle | 1 - 1 | Birmingham City |
| 9 augustus  | Bristol Rovers  | 1 - 1 | Birmingham City |
| 9 augustus  | Plymouth Argyle | 0 - 2 | Bristol City    |
| 12 augustus | Birmingham City | 1 - 0 | Bristol City    |

| Nr. | Club               | Wedstrijden | Wedstrijden | Wedstrijden | Wedstrijden | Doelpunten | Doelpunten | Doelpunten | BP | Punten |
| --- | ------------------ | ----------- | ----------- | ----------- | ----------- | ---------- | ---------- | ---------- | -- | ------ |
| Nr. | Club               | G           | W           | G           | V           | V          | T          | Saldo      | BP | Punten |
| 1   | Bristol City FC    | 3           | 2           | 0           | 1           | 5          | 2          | +3         | 1  | 5      |
| 2   | Birmingham City FC | 3           | 1           | 2           | 0           | 3          | 2          | +1         |    | 4      |
| 3   | Plymouth Argyle FC | 3           | 1           | 1           | 1           | 2          | 3          | −1         |    | 3      |
| 4   | Bristol Rovers FC  | 3           | 0           | 1           | 2           | 2          | 5          | −3         |    | 1      |

#### Groep C
De ploegen in Groep C waren afkomstig uit Groot-Londen en Oost-Anglië. Norwich City was de enige niet-Londense ploeg in deze groep. Net als Chelsea waren ze actief in de First Division. Fulham en Orient kwamen uit in de Second Division. Deze vier ploegen hadden een jaar eerder ook meegedaan aan de Anglo-Scottish Cup en zaten toen ook bij elkaar in de groep. Orient was toen groepswinnaar en bereikte uiteindelijk de finale. Dit jaar eindigden ze echter op de laatste plaats. Fulham werd groepswinnaar door elke wedstrijd met 1−0 te winnen. Dit was de eerste keer in de Anglo-Scottish Cup dat een ploeg alle drie de groepswedstrijden won.
| Datum       | Team         | Score | Team         |
| ----------- | ------------ | ----- | ------------ |
| 2 augustus  | Fulham       | 1 - 0 | Orient       |
| 6 augustus  | Fulham       | 1 - 0 | Chelsea      |
| 6 augustus  | Norwich City | 1 - 1 | Orient       |
| 9 augustus  | Chelsea      | 2 - 0 | Orient       |
| 10 augustus | Norwich City | 0 - 1 | Fulham       |
| 13 augustus | Chelsea      | 2 - 2 | Norwich City |

| Nr. | Club            | Wedstrijden | Wedstrijden | Wedstrijden | Wedstrijden | Doelpunten | Doelpunten | Doelpunten | BP | Punten |
| --- | --------------- | ----------- | ----------- | ----------- | ----------- | ---------- | ---------- | ---------- | -- | ------ |
| Nr. | Club            | G           | W           | G           | V           | V          | T          | Saldo      | BP | Punten |
| 1   | Fulham FC       | 3           | 3           | 0           | 0           | 3          | 0          | +3         |    | 6      |
| 2   | Chelsea FC      | 3           | 1           | 1           | 1           | 4          | 3          | +1         |    | 3      |
| 3   | Norwich City FC | 3           | 0           | 2           | 1           | 3          | 4          | −1         |    | 2      |
| 4   | Orient FC       | 3           | 0           | 1           | 2           | 1          | 4          | −3         |    | 1      |

#### Groep D
De ploegen in Groep D waren afkomstig uit het midden van Engeland (Nottinghamshire, Lancashire en zuidelijk Yorkshire). Alle vier de ploegen speelden in de Second Division. Tijdens de laatste speelronde verloor Sheffield United met 4–5 van Notts County. Beide ploegen kregen hierdoor een bonuspunt (voor het scoren van minimaal drie doelpunten). Het was voor het eerst in de geschiedenis van de Anglo-Scottish Cup dat een bonuspunt werd uitgereikt aan de verliezende ploeg.
| Datum       | Team             | Score | Team             |
| ----------- | ---------------- | ----- | ---------------- |
| 6 augustus  | Notts County     | 1 - 0 | Hull City        |
| 6 augustus  | Oldham Athletic  | 2 - 3 | Sheffield United |
| 9 augustus  | Hull City        | 0 - 2 | Sheffield United |
| 9 augustus  | Oldham Athletic  | 0 - 0 | Notts County     |
| 13 augustus | Hull City        | 1 - 1 | Oldham Athletic  |
| 13 augustus | Sheffield United | 4 - 5 | Notts County     |

| Nr. | Club                | Wedstrijden | Wedstrijden | Wedstrijden | Wedstrijden | Doelpunten | Doelpunten | Doelpunten | BP | Punten |
| --- | ------------------- | ----------- | ----------- | ----------- | ----------- | ---------- | ---------- | ---------- | -- | ------ |
| Nr. | Club                | G           | W           | G           | V           | V          | T          | Saldo      | BP | Punten |
| 1   | Notts County FC     | 3           | 2           | 1           | 0           | 6          | 4          | +2         | 1  | 6      |
| 1   | Sheffield United FC | 3           | 2           | 0           | 1           | 9          | 7          | +2         | 2  | 6      |
| 3   | Oldham Athletic AFC | 3           | 0           | 2           | 1           | 3          | 4          | −1         |    | 2      |
| 4   | Hull City AFC       | 3           | 0           | 1           | 2           | 1          | 4          | −3         |    | 1      |

##### Barragewedstrijd
Omdat Notts County en Sheffield United gelijk eindigden op zowel punten als doelsaldo, werd er op 6 september een barragewedstrijd gespeeld om te bepalen wie er door ging naar de kwartfinales.
| Team 1          | Res.  | Team 2              |
| --------------- | ----- | ------------------- |
| Notts County FC | 3 - 0 | Sheffield United FC |

### Knock-outfase
|  | Vooronde / Barragewedstrijd | Vooronde / Barragewedstrijd | Vooronde / Barragewedstrijd | Vooronde / Barragewedstrijd |   |                 | Kwartfinale | Kwartfinale | Kwartfinale  | Kwartfinale |   |   | Halve finale | Halve finale | Halve finale | Halve finale |            |   | Finale | Finale | Finale | Finale |
|  |                             |                             |                             |                             |   |                 |             |             |              |             |   |   |              |              |              |              |            |   |        |        |        |        |
|  | Motherwell                  | 7                           | 4                           | 11                          |   |                 |             |             |              |             |   |   |              |              |              |              |            |   |        |        |        |        |
|  | Alloa Athletic              | 0                           | 1                           | 1                           |   |                 |             |             |              |             |   |   |              |              |              |              |            |   |        |        |        |        |
|  | Alloa Athletic              | 0                           | 1                           | 1                           |   | Motherwell      | 1           | 0           | 1            |             |   |   |              |              |              |              |            |   |        |        |        |        |
|  |                             |                             |                             |                             |   | Motherwell      | 1           | 0           | 1            |             |   |   |              |              |              |              |            |   |        |        |        |        |
|  |                             | Notts County                | 1                           | 1                           | 2 |                 |             |             |              |             |   |   |              |              |              |              |            |   |        |        |        |        |
|  | Notts County                | Notts County                | 1                           | 1                           | 2 |                 | 3           | 3           |              |             |   |   |              |              |              |              |            |   |        |        |        |        |
|  | Notts County                |                             |                             |                             |   |                 | 3           | 3           |              |             |   |   |              |              |              |              |            |   |        |        |        |        |
|  | Sheffield United            |                             | 0                           | 0                           |   |                 |             |             |              |             |   |   |              |              |              |              |            |   |        |        |        |        |
|  | Sheffield United            |                             |                             |                             |   |                 |             |             | Notts County | 1           | 0 | 1 |              |              |              |              |            |   |        |        |        |        |
|  |                             |                             |                             |                             |   |                 |             |             |              |             | 0 | 1 |              |              |              |              |            |   |        |        |        |        |
|  |                             | St. Mirren                  | 0                           | 2                           | 2 |                 |             |             |              |             |   |   |              |              |              |              |            |   |        |        |        |        |
|  | Fulham                      | St. Mirren                  | 0                           | 2                           | 2 |                 |             | C           |              |             |   |   |              |              |              |              |            |   |        |        |        |        |
|  | Fulham                      |                             |                             |                             |   |                 |             | C           |              |             |   |   |              |              |              |              |            |   |        |        |        |        |
|  | Winnaar Groep C             |                             |                             |                             |   |                 |             |             |              |             |   |   |              |              |              |              |            |   |        |        |        |        |
|  |                             | Fulham                      | 1                           | 3                           | 4 |                 |             |             |              |             |   |   |              |              |              |              |            |   |        |        |        |        |
|  |                             |                             |                             |                             | 4 |                 |             |             |              |             |   |   |              |              |              |              |            |   |        |        |        |        |
|  |                             | St. Mirren                  | 1                           | 5                           | 6 |                 |             |             |              |             |   |   |              |              |              |              |            |   |        |        |        |        |
|  | Stirling Albion             | St. Mirren                  | 1                           | 5                           | 6 | 1               | 0           | 1           |              |             |   |   |              |              |              |              |            |   |        |        |        |        |
|  | Stirling Albion             |                             |                             |                             |   | 1               | 0           | 1           |              |             |   |   |              |              |              |              |            |   |        |        |        |        |
|  | St. Mirren                  | 4                           | 3                           | 7                           |   |                 |             |             |              |             |   |   |              |              |              |              |            |   |        |        |        |        |
|  | St. Mirren                  | 4                           | 3                           | 7                           |   |                 |             |             |              |             |   |   |              |              |              |              | St. Mirren | 1 | 1      | 2      |        |        |
|  |                             |                             |                             |                             |   |                 |             |             |              |             |   |   |              |              |              |              |            | 1 | 1      | 2      |        |        |
|  |                             | Bristol City                | 2                           | 1                           | 3 |                 |             |             |              |             |   |   |              |              |              |              |            |   |        |        |        |        |
|  | Hibernian                   | Bristol City                | 2                           | 1                           | 3 | 2               | 2           | 4           |              |             |   |   |              |              |              |              |            |   |        |        |        |        |
|  | Hibernian                   |                             |                             |                             |   | 2               | 2           | 4           |              |             |   |   |              |              |              |              |            |   |        |        |        |        |
|  | Ayr United                  | 1                           | 2                           | 3                           |   |                 |             |             |              |             |   |   |              |              |              |              |            |   |        |        |        |        |
|  | Ayr United                  | 1                           | 2                           | 3                           |   | Hibernian       | 2           | 1           | 3            |             |   |   |              |              |              |              |            |   |        |        |        |        |
|  |                             |                             |                             |                             |   | Hibernian       | 2           | 1           | 3            |             |   |   |              |              |              |              |            |   |        |        |        |        |
|  |                             | Blackburn Rovers            | 1                           | 0                           | 1 |                 |             |             |              |             |   |   |              |              |              |              |            |   |        |        |        |        |
|  | Blackburn Rovers            | Blackburn Rovers            | 1                           | 0                           | 1 |                 |             | A           |              |             |   |   |              |              |              |              |            |   |        |        |        |        |
|  | Blackburn Rovers            |                             |                             |                             |   |                 |             | A           |              |             |   |   |              |              |              |              |            |   |        |        |        |        |
|  | Winnaar Groep A             |                             |                             |                             |   |                 |             |             |              |             |   |   |              |              |              |              |            |   |        |        |        |        |
|  |                             |                             |                             |                             |   |                 |             | Hibernian   | 1            | 3           | 4 |   |              |              |              |              |            |   |        |        |        |        |
|  |                             |                             |                             |                             |   |                 |             |             |              |             | 4 |   |              |              |              |              |            |   |        |        |        |        |
|  |                             | Bristol City                | 1                           | 5                           | 6 |                 |             |             |              |             |   |   |              |              |              |              |            |   |        |        |        |        |
|  | Partick Thistle             | Bristol City                | 1                           | 5                           | 6 | 3               | 1           | 4           |              |             |   |   |              |              |              |              |            |   |        |        |        |        |
|  | Partick Thistle             |                             |                             |                             |   | 3               | 1           | 4           |              |             |   |   |              |              |              |              |            |   |        |        |        |        |
|  | Clydebank                   | 0                           | 1                           | 1                           |   |                 |             |             |              |             |   |   |              |              |              |              |            |   |        |        |        |        |
|  | Clydebank                   | 0                           | 1                           | 1                           |   | Partick Thistle | 2           | 0           | 2            |             |   |   |              |              |              |              |            |   |        |        |        |        |
|  |                             |                             |                             |                             |   | Partick Thistle | 2           | 0           | 2            |             |   |   |              |              |              |              |            |   |        |        |        |        |
|  |                             | Bristol City                | 0                           | 3                           | 3 |                 |             |             |              |             |   |   |              |              |              |              |            |   |        |        |        |        |
|  | Bristol City                | Bristol City                | 0                           | 3                           | 3 |                 |             | B           |              |             |   |   |              |              |              |              |            |   |        |        |        |        |
|  | Bristol City                |                             |                             |                             |   |                 |             | B           |              |             |   |   |              |              |              |              |            |   |        |        |        |        |
|  | Winnaar Groep B             |                             |                             |                             |   |                 |             |             |              |             |   |   |              |              |              |              |            |   |        |        |        |        |

### Schotse voorronde
De acht Schotse deelnemers troffen elkaar om te bepalen welke vier ploegen zich bij de Engelse groepswinnaars mochten voegen in de kwartfinales. De wedstrijden werden gespeeld op 3, 6, 8 en 10 augustus (heen) en op 10, 22 en 24 augustus (terug).
| Team 1             | Tot.   | Team 2            | 1e wedstr. | 2e wedstr. |
| ------------------ | ------ | ----------------- | ---------- | ---------- |
| Stirling Albion FC | 1 - 7  | St. Mirren FC     | 1 - 4      | 0 - 3      |
| Motherwell FC      | 11 - 1 | Alloa Athletic FC | 7 - 0      | 4 - 1      |
| Partick Thistle FC | 4 - 1  | Clydebank FC      | 3 - 0      | 1 - 1      |
| Hibernian FC       | 4 - 3  | Ayr United FC     | 2 - 1      | 2 - 2      |

### Kwartfinales
De kwartfinales werden gespeeld op 13 en 14 september (heen) en op 26−28 september (terug).
| Team 1             | Tot.  | Team 2              | 1e wedstr. | 2e wedstr. |
| ------------------ | ----- | ------------------- | ---------- | ---------- |
| Fulham FC          | 4 - 6 | St. Mirren FC       | 1 - 1      | 3 - 5      |
| Motherwell FC      | 1 - 2 | Notts County FC     | 1 - 1      | 0 - 1      |
| Partick Thistle FC | 2 - 3 | Bristol City FC     | 2 - 0      | 0 - 3      |
| Hibernian FC       | 3 - 1 | Blackburn Rovers FC | 2 - 1      | 1 - 0      |

### Halve finales
De halve finales werden gespeeld op 18 en 19 oktober (heen) en op 1 november (terug).
| Team 1          | Tot.  | Team 2          | 1e wedstr. | 2e wedstr. |
| --------------- | ----- | --------------- | ---------- | ---------- |
| Notts County FC | 1 - 2 | St. Mirren FC   | 1 - 0      | 0 - 2      |
| Hibernian FC    | 4 - 6 | Bristol City FC | 1 - 1      | 3 - 5      |

### Finale
|                  |                |       |                    |                                              |
| 23 november 1977 | St. Mirren FC  | 1 - 2 | Bristol City FC    | St. Mirren Park, Paisley Toeschouwers: 8.000 |
| 23 november 1977 | Abercromby 87' |       | 1' Gow 73' Cormack | St. Mirren Park, Paisley Toeschouwers: 8.000 |

|                 |                 |       |               |                                           |
| 5 december 1977 | Bristol City FC | 1 - 1 | St. Mirren FC | Ashton Gate, Bristol Toeschouwers: 16.110 |
| 5 december 1977 | Mabbutt 72'     |       | 68' Reid      | Ashton Gate, Bristol Toeschouwers: 16.110 |

 Bristol City FC wint met 3–2 over twee wedstrijden.

| Winnaar Anglo-Scottish Cup 1977/78 |
| ---------------------------------- |
| Bristol City FC 1e titel           |

## Trivia
- Bristol City versloeg in elke knock-outronde een Schotse opponent en werd daarmee de eerste winnaar van de Anglo-Scottish Cup die in de laatste drie rondes een buitenlandse tegenstander trof. Twee jaar later zou hetzelfde gebeuren, opmerkelijk genoeg wederom met Bristol City en St. Mirren als finalisten, maar datmaal met de Schotten als winnaars. Tijdens de eerste editie van de Texaco Cup trof eindwinnaar Wolverhampton Wanderers ook in elke knock-outwedstrijd een buitenlandse opponent (waaronder drie Schotse).
- De terugwedstrijd van de finale trok 16.110 toeschouwers; het hoogste aantal voor een finalewedstrijd in de Anglo-Scottish Cup.

Texaco Cup:
1970/71 ·
1971/72 ·
1972/73 ·
1973/74 ·
1974/75

Anglo-Scottish Cup:
1975/76 ·
1976/77 ·
1977/78 ·
1978/79 ·
1979/80 ·
1980/81